# モエトゥケン
モエトゥケン（Mö'etüken、? - 1219年）は、チンギス・カンの次男チャガタイの長男である。『世界征服者史』では ماتيكان Mātīkān、『集史』では مواتوكان Muwātūkān と表記されている。子にバイジュ、ブリ、イェスン・トア、カラ・フレグらがいる。
チャガタイの長男で生母は第1夫人（正妃）のコンギラト部族出身のイェスルン・ハトゥン。『集史』によればチャガタイの息子達のなかでチャガタイから最も愛されていたと言い、父の後継者として期待されていたが、1219年にホラズム・シャー朝攻撃の際にバーミアーンを包囲攻撃していたとき、バーミヤーンの城塞から射られた矢が当り戦死した。
チンギス・カンはその報復としてバーミヤーンを陥落すると徹底的に破壊し、その住民も老若男女から動物まで徹底的に虐殺にしたという。『集史』によると、さらに、バーミヤーンを「マウ・クルカン（ ماءؤوقرقان Māwūquruqān ＜ Ma'u Qorqan）」という名に改称させたという（マウはモンゴル語で「悪い」、クルカンは「城塞」の意味で、「悪しき城」ほどの意味であるという）。
『集史』チャガタイ・ハン紀諸子表のモエトゥケンの条などによると、チャガタイはモエトゥケンが戦死したときその場におらず、バーミヤーンが陥落しつつある時に戻って来た。チンギス・カンは数日後、「モエトゥケンはこれこれの場所に行っている」と話し、チャガタイにモエトゥケンの死を隠した。それからさらに数日後、息子たちに向かってわざと怒りを露にして、「汝らは我が言葉を聞かず、私が汝らに言ったことを汝らは怠けおった！」と息子たちを叱りつけたという。チャガタイは跪いて、「チンギス・カンがお命じになることは何であれ従います。もし私が罪を犯したのであれば、私は死を選びます」と答えた。チンギス・カンは何度も繰り返して「汝の言葉は真実か？　そのように出来るか？」と詰問し、チャガタイはそれに「もし私が背くようであれば、私は死を選びます」と答えた。すると、チンギス・カンは「モエトゥケンは亡くなった。汝が嘆き悲しむことを禁じる」と言った。チャガタイは心のうちで雷火を受けたようであったが、父の命に従って耐え忍び、泣かなかった。しばらくした後理由を付けて退出すると、隅に隠れて泣いたが、父の前に行くときは両目を拭って綺麗にしたという。

## 宗室
『集史』チャガタイ・ハン紀諸子表のモエトゥケンの条によれば、彼の息子は以下の4人であったという。チャガタイ家本家の家督は、イェス・モンケやサルバンの子ニクペイ、バイダルの子アルグなど、一時彼の弟や甥たちの手に渡ったが、1270年代以降はニクペイを最後にモエトゥケンの子孫、特に三男イェスン・トアの子バラクとその子ドゥアの一門がチャガタイ・ウルスの実権を握り、当主位が継承されて行く。
- 父　チャガタイ
- 母　イェスルン・ハトゥン　ييسولون خاتون Yīsūlūn Khātūn[3]

- 妃　不詳
- 側室　名前不明（ナイマン部族出身）[4]

- 長男　バイジュ　بايجو Bāyjū
- 次男　ブリ　 Būrī（アビシュカの父）
- 三男　イェスン・トア　ييسون توآ Yīsūn-Tuwā（バラクの父）
- 四男　カラ・フレグ　 Qarā Hūlākū（ムバーラク・シャーの父）